# William Nylander
William (Wilhem) Nylander (Oulu, 1822. január 3. – Párizs, 1899. március 29.) finn botanikus és entomológus. Botanikai szakmunkákban nevének rövidítése: „Nyl.”.

## Élete, munkássága
Nylander több éven át a finnországi Helsinki Egyetemen tanult; később a franciaországi Párizsba költözött, ahol leélte életét. 1899-ben, 77 évesen meghalt.
Ő volt az első, aki a zuzmók taxonómiáját kémiai reagensekkel próbálta meghatározni. Ilyen reagensek a jód és hipoklorit tinktúrák, melyeket még manapság is használnak a mikológusok.
Szintén William Nylander volt az első, aki észrevette a levegőszennyezés hatását a zuzmók növekedésén. A finn felfedezése utat nyitott olyan kutatásoknak, melyekben a légszennyezést a zuzmók megfigyelésével lehet felbecsülni.

## William Nylander által alkotott és/vagy megnevezett taxonok
Az alábbi linkben megnézhető William Nylander taxonjainak egy része.

## Írásai
- Nylander, W. 1846. Adnotationes in monographiam formicarum borealium Europae. Acta Societatis Scientiarum Fennicae 2: 875–944.
- Nylander, W. 1846. Additamentum adnotationum in monographiam formicarum borealium Europae. Acta Societatis Scientiarum Fennicae 2: 1041–1062.
- Nylander, W. 1848. Adnotationes in expositionem monographicam apum borealium. Notiser ur Sällskapets pro Fauna et Flora Fennica Förhandlingar 1: 165–282.
- Nylander, W. 1849. Additamentum alterum adnotationum in monographiam formicarum borealium. Acta Societatis Scientiarum Fennicae 3: 25–48.
- Nylander, W. 1856. A l'occasion de la communication faite par M. le docteur Sichel. Annales de la Société Entomologique de France, Bulletins Trimestriels (3)4: xxviii.
- Nylander, W. 1856. Synopsis des formicides de France et d'Algérie. Annales des Sciences Naturelles (Zoologie) (4)5: 51–109.
- Nylander, W. 1857. M. L. Fairmaire communique la note suivante de M. Nylander. Annales de la Société Entomologique de France, Bulletins Trimestriels (3)4: lxxviii–lxxix.

## Fordítás
- Ez a szócikk részben vagy egészben  a   William Nylander (botanist) című angol Wikipédia-szócikk ezen változatának fordításán alapul.  Az eredeti cikk szerkesztőit annak laptörténete sorolja fel. Ez a jelzés csupán a megfogalmazás eredetét és a szerzői jogokat jelzi, nem szolgál a cikkben szereplő információk forrásmegjelöléseként.